# Archidiecezja mohylewska
Archidiecezja mohylewska – rzymskokatolicka archidiecezja, erygowana z inicjatywy cesarzowej Rosji Katarzyny II przez papieża Piusa VI bullą Onerosa pastoralis officii cura 15 kwietnia 1783. 
Od 1798 siedziba metropolii. W latach 1873–1917 arcybiskupi rezydowali w Petersburgu. Do czasu ostatnich regulacji diecezja obejmowała terytorium niemal całej Rosji (a później ZSRR) z wyjątkiem dawnych ziem Rzeczypospolitej i utworzonej w 1848 diecezji tyraspolskiej. 
Kościołami katedralnymi były: katedra św. Stanisława w Mohylewie i kościół Zaśnięcia Najświętszej Panny Marii w Petersburgu.
13 kwietnia 1991 za sprawą papieża Jana Pawła II została połączona z diecezją mińską i okrojona terytorialnie jedynie do terytorium powstającej samodzielnej Białorusi, tworząc archidiecezję mińsko-mohylewską.